# 秦丰
秦丰（？—29年），荊州南郡邔县黎丘乡人，新朝末年东汉初期武将。

## 生平
新朝末年东汉初期割据荊州的群雄之一。年少時代遊学長安，学律令，回乡为县吏。地皇2年（21年）造反，据黎丘乡。更始2年（24年），自称楚黎王，建武2年（26年）領有12县。
建武3年（27年）7月，漢征南大将軍岑彭進攻黎丘乡，秦丰部将蔡宏在南陽郡邓县据守，汉军数月不得进军。岑彭捕虜秦丰軍逃兵，命他们散布岑彭西攻南陽郡山都的消息。秦丰引軍西向，岑彭東向阿頭山（南郡襄陽县）擊破守備在此的秦丰部将張楊，急襲黎丘，擊破周边部队。慌忙引返的秦丰夜襲岑彭失敗，蔡宏大敗阵亡，相趙京献南郡宜城降漢。
同年末、秦丰部将張成，与从漢中郡逃到南陽的延岑，在南陽郡育陽县東陽聚，与漢軍交战。張成战死，延岑逃至秦丰处。当時群雄之一、以南郡夷陵根据地的田戎救援黎丘，岑彭击敗他，田戎逃归夷陵。在此时前後，秦丰招延岑、田戎做了女婿。
建武4年（28年）2月，秦丰派延岑攻擊南陽郡順陽，漢右将軍鄧禹打败了他，延岑逃至漢中。同年11月，光武帝見秦丰弱化，命建義大将軍朱祜代岑彭包围黎丘，岑彭討伐田戎。同年12月，光武帝親征黎丘，劝降秦丰，秦丰不肯投降。光武帝命朱祜继续討伐，自己回洛陽。
朱祜盡力攻之，秦丰继续抵抗。建武5年（29年）6月，城内困窮，秦丰引母、妻子9人，肉袒而降。秦丰被囚車押送致洛陽，被处死。